# Bezdroża
Bezdroża (Sideways) – amerykański film z 2004 roku w reżyserii Alexandra Payne’a na podstawie powieści Rexa Picketta.

## Fabuła
Miles (Paul Giamatti) jest nauczycielem, niespełnionym pisarzem czekającym na wiadomość od wydawcy. Wciąż przeżywa rozstanie ze swoją dawną miłością. Razem ze swoim przyjacielem Jackiem (Thomas Haden Church) wyruszają w tygodniową podróż. Jack – aktor, zarabiający na graniu w reklamach i epizodach – po podróży ma wziąć ślub, jednak nie jest do tej decyzji przekonany. Podróż, którą odbyli, jest pełna śmiesznych przygód, ale też refleksji dotyczących sensu życia i smaku wina...

## Obsada
- Paul Giamatti – Miles Raymond
- Thomas Haden Church – Jack
- Virginia Madsen – Maya
- Sandra Oh – Stephanie
- Duke Moosekian – Mike Erganian
- Shake Tukhmanyan – Pani Erganian
- Robert Covarrubias – Menadżer Marka
- Stephanie Faracy – Matka Stephanie
- Missy Doty – Cammie
- Jessica Hecht – Victoria
- Patrick Gallagher – Gary, barman
- Chris Burroughs – Chris
- M.C. Gainey – Mąż Cammie
- Toni Howard – Evelyn Berman-Silverman
- Alex Kalognomos – Alex Erganian
- Rev. Fr. Khoren Babouchian – Ksiądz

## Nagrody i nominacje
Oscary za rok 2004
- Najlepszy scenariusz adaptowany - Alexander Payne, Jim Taylor
- Najlepszy film - Michael London (nominacja)
- Najlepsza reżyseria - Alexander Payne (nominacja)
- Najlepszy aktor drugoplanowy - Thomas Haden Church (nominacja)
- Najlepsza aktorka drugoplanowa - Virginia Madsen (nominacja)

Złote Globy 2004
- Najlepsza komedia lub musical
- Najlepszy scenariusz - Alexander Payne, Jim Taylor
- Najlepsza reżyseria - Alexander Payne (nominacja)
- Najlepszy aktor w komedii lub musicalu - Paul Giamatti (nominacja)
- Najlepszy aktor drugoplanowy - Thomas Haden Church (nominacja)
- Najlepsza aktorka drugoplanowa - Virginia Madsen (nominacja)
- Najlepsza muzyka - Rolfe Kent (nominacja)

Nagrody BAFTA 2004
- Najlepszy scenariusz adaptowany - Alexander Payne, Jim Taylor

Nagroda Satelita 2004
- Najlepsza komedia lub musical
- Najlepsza obsada
- Najlepszy aktor drugoplanowy w komedii lub musicalu - Thomas Haden Church
- Najlepsza reżyseria - Alexander Payne (nominacja)
- Najlepszy scenariusz adaptowany - Alexander Payne, Jim Taylor (nominacja)
- Najlepszy aktor w komedii lub musicalu - Paul Giamatti (nominacja)
- Najlepsza aktorka drugoplanowa w komedii lub musicalu - Virginia Madsen (nominacja)